# Émmeline Mainguy
Émmeline Mainguy (Caen, 12 giugno 1988) è una calciatrice francese, portiere del Fleury.

## Palmarès

### Club
- Campionato francese: 1

Olympique Lione: 2007-2008
- Campionato francese di seconda divisione: 1

Digione: 2017-2018
- Campionato spagnolo di seconda divisione: 1

Extremadura FCF: 2009-2010 (gruppo 5)
- Coppa di Francia: 1

Olympique Lione: 2007-2008